# 新祖谷温泉
新祖谷温泉（しんいやおんせん）は、徳島県三好市西祖谷山村善徳（旧国阿波国）にある温泉。

## 泉質
- 単純硫黄泉
  - 源泉温度17.9℃
  - 湧出量毎分30.8リットル
  - 無色透明の源泉

## 温泉街
かずら橋にも近い場所に、一軒宿のホテルかずら橋が存在する。
一軒宿は数多くの風呂を有しており、また露天風呂へは専用のケーブルカーを用いてアクセスすることが名物となっている。

## 歴史
開湯は1988年である。過疎対策として、地元の有志により温泉が開かれた。

## アクセス
- 鉄道：JR四国土讃線大歩危駅よりバスで約20分

## ギャラリー
- 新祖谷温泉露天風呂
- 温泉の休憩施設
- 囲炉裏のある休憩施設
- ケーブルカーの襖から見た車窓